# Semaeopus neximargo
Semaeopus neximargo là một loài bướm đêm trong họ Geometridae.